# Tmesisternus venatus
Tmesisternus venatus là một loài bọ cánh cứng trong họ Cerambycidae.